# زاوية العين
اللِحاظ أو المُوق أو المَاق أو زاوية العين (بالإنجليزية: Canthus)‏ هيَ زاوية العين التي يَلتقي فيها الجفن السُفلي مع العُلوي، وَتُعرف بشكل أوضح على أنَّ الجزء الداخلي والخارجي (على الترتيب) تُمثل زاويا الشق الجفني الإنسي والوحشي. يُسمى الجزء الوَحشي باللحاظ أما الجزء الإنسي بالمُوق.

## الأصورة
- اللحاظ[6] أو الصوار الجفني الوَحشي أو الزاوية الظاهرة للعين[6] هو أكثر حدةً من الإنسي، ويتصل الجفن بشكل وَثيق مع بصلة العين.
- المُوق[7] أو الصوار الجفني الإنسي أو الزاوية الغائرة للعين[7] هو قَريب من الأنف، حيثُ يُفصل جفني العين بواسطة مساحة مُثلثية (البحيرة الدمعية).

## في الجراحة

### الرأب
رأب اللحاظ أو رأب الموق أو تقويم الماق أو تقويم اللحاظ (بالإنجليزية: Canthoplasty)‏ هو مُصطلح يُشير إلى الجراحة التجميلية في اللحاظ الإنسي وَ/أو الوحشي.

### القطع
بضع اللحاظ أو بضع الموق أو شق اللحاظ أو شق الموق أو حل الموق (بالإنجليزية: Canthotomy)‏ هو مُصطلح يُشير إلى قطع أو شق اللحاظ، وغالباً ما يتم بغرض التقليل من الضغط المداري المُفرط.

## علم الأمراض
خلل التَوَضع المُوقي أو خلل التَوَضع اللحظي (بالإنجليزية: Dystopia canthorum)‏ هوَ الإزاحة الجانبية للحاظان الداخليان للعين، بحيث تُعطي مَظهر الجسر الأنفي المُتسع، وهي غالباً ما تكون مُرتبطة مع متلازمة واردينبيرغ.

## روابط خارجية
- مُخطط على موقع (sheinman.com).
- مُخطط على موقع (solobambini.com).